# Jüdischer Friedhof (Zeckern)

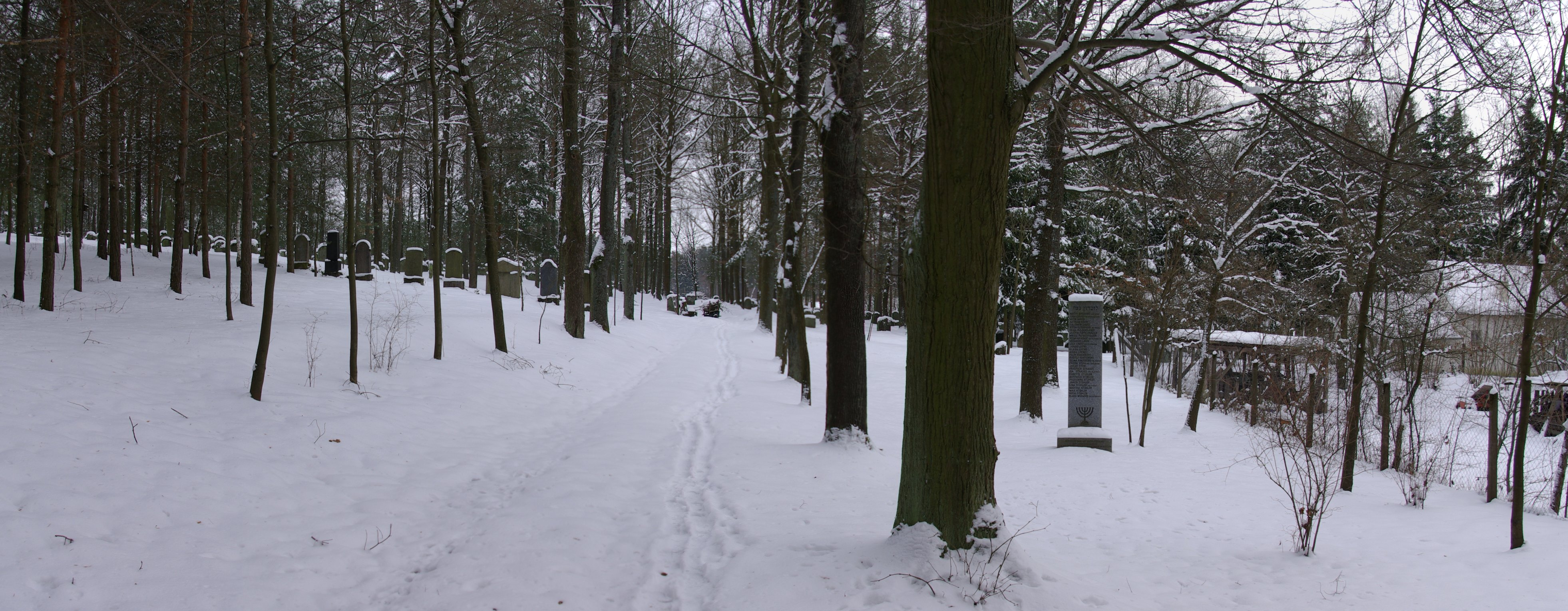
Jüdischer Friedhof in Zeckern, rechts der Gedenkstein für die Opfer des Nationalsozialismus, Januar 2011

Der Jüdische Friedhof in Zeckern ist ein als Baudenkmal geschützter jüdischer Friedhof. Zeckern ist ein Gemeindeteil der Gemeinde Hemhofen im Landkreis Erlangen-Höchstadt (Bayern).  

## Beschreibung

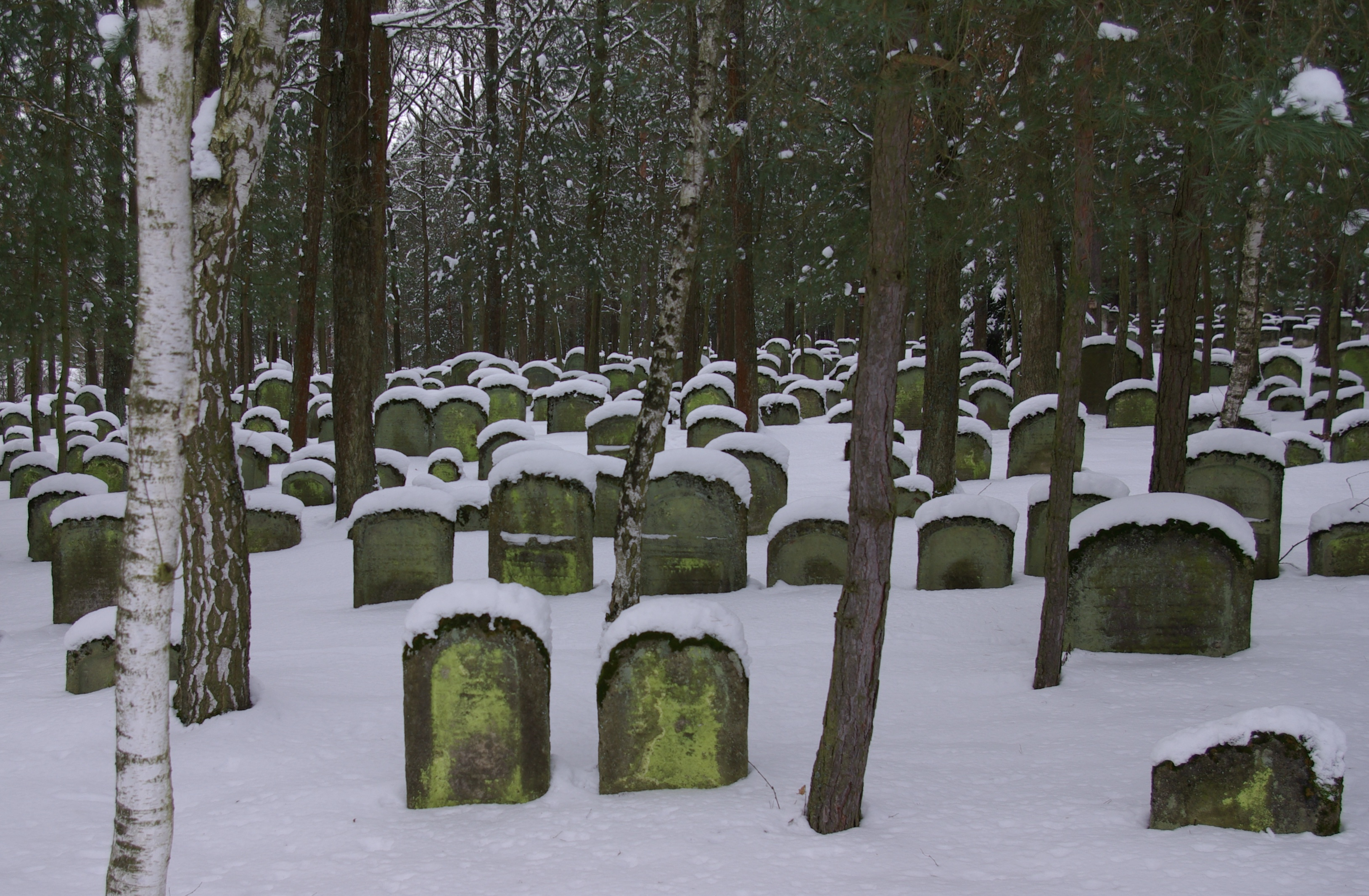
Teil des Friedhofs, Januar 2011

Der 1606 erstmals urkundlich erwähnte Friedhof wurde wohl im 14. oder 15. Jahrhundert errichtet. Er war bis zur Entstehung vieler neuer jüdischer Friedhöfe im 19. Jahrhundert ein Bezirksfriedhof mit einem Einzugsgebiet, das sich von Büchenbach im Süden bis Hirschaid im Norden und von Vestenbergsgreuth im Westen bis Forchheim im Osten erstreckte.
Der 15.169 m² große jüdische Friedhof ist einer der größten und ältesten Friedhöfe Bayerns. Bei Dokumentationen in den Jahren 1970 und 1979 wurden 1522 Gräber gezählt, auf denen noch etwa 800 Grabsteine standen. Geschätzt wird, dass auf dem Friedhof etwa 6000 Juden beerdigt wurden.
Ein 1998 aufgestellter Gedenkstein in der Nähe des Friedhofseingangs erinnert an 31 Mitglieder der jüdischen Gemeinde Adelsdorf, die in der Zeit des Nationalsozialismus ermordet wurden.